# Kapucínský klášter (Rumburk)
Kapucínský klášter v Rumburku je někdejší klášter řádu menších bratří kapucínů s kostelem sv. Vavřince a loretánskou kaplí v severočeském městě Rumburk. Dnes zde sídlí knihovna a objekt je přístupný veřejnosti a v klášterním kostele sv. Vavřince se konají koncerty.

## Popis a poloha

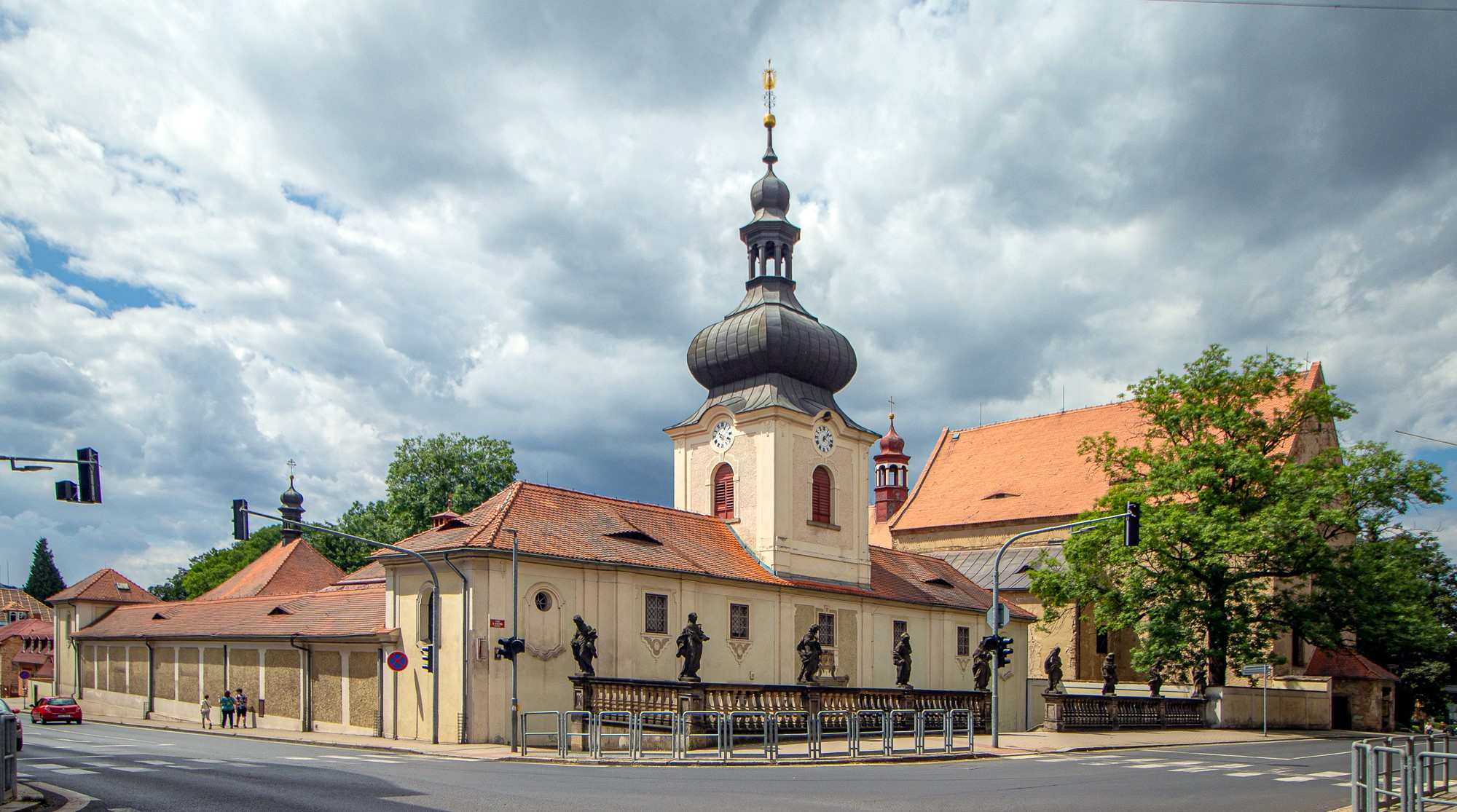
Budova kláštera - loretánská kaple

Kapucínský klášter s Loretánskou kaplí a kostelem sv. Vavřince v Rumburku má podobu čtyřkřídlé stavby kolem pravoúhlého dvora. Je to stavba patrová, pouze v jednom traktu dvoupatrová. se nachází v

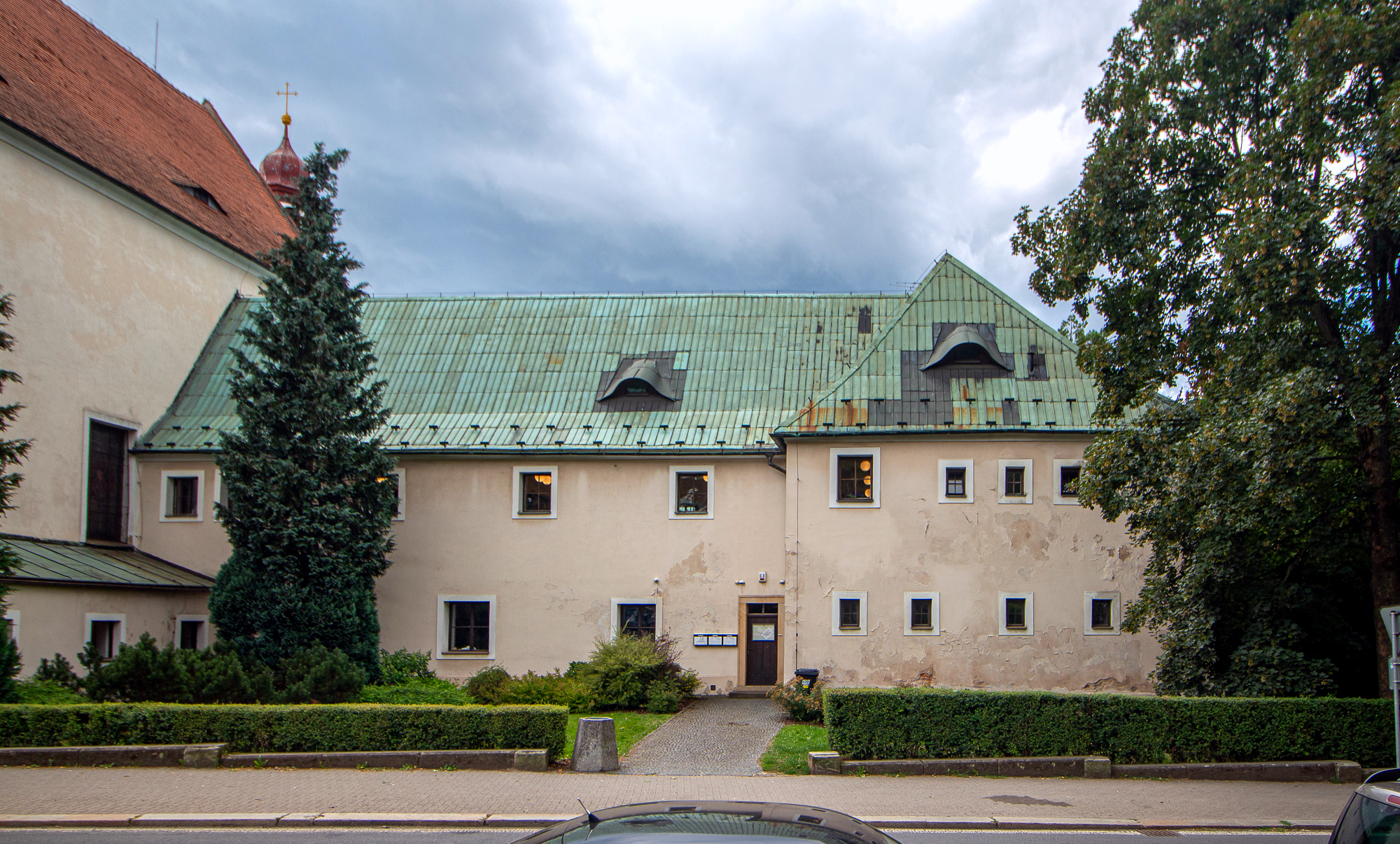
Budova kláštera

západní části středu Rumburku na křižovatce silnic na Jiříkov.

## Historie
Iniciátorem založení kláštera s Loretánskou kaplí a klášterního kostela sv. Vavřince byl tehdejší majitel ruburského panství, císařský diplomat František Eusebius z Pöttingu (1627–1678). Mimo to byl hrabě také donátorem jedné kaple na poutní cestě ze Staré Boleslavi do Prahy. Dokončení celého klášterního komplexu se však hrabě Pötting nedožil a ve své závěti z roku 1662 zavázal své dědice k výstavbě kláštera pro dvanáct řeholníků pod hrozbou ztráty majetku.
Barokní komplex klášterních budov nechal na vlastní náklady vybudovat v letech 1683–1690 až nový majitel panství, kníže Antonín Florián z Lichtenštejna, císařský vyslanec u papežského dvora. Zajímavostí je přesná kopie originálu Svaté chýše v italském Loretu. V nově vybudovaném klášteře byl vyčleněn prostor pro uložení knižní sbírky ze Španělska, k němuž nakonec již nedošlo.
Kostel sv. Vavřince byl vysvěcen 9. dubna 1690 z rukou litoměřického biskupa Jaroslava Ignáce hraběte ze Šternberka. Hlavní oltář zdobí obraz Umučení diákona sv. Vavřince, zřejmě od španělského mistra Juana Fernándeze de Navarrete.
Ve správě řádu kapucínů byl klášter od konce 17. století. Kolem roku 1897 byl představeným kláštera P. Hilarius Pokorný (1865–1920). Areál si postupně získal oblibu a byl poutním místem až do začátku 20. století, kdy jej významově zastínila nedaleká bazilika ve Filipově. Kapucíni působili v Rumburku až do násilného rozehnání mužských řádů v komunistickém Československu v roce 1950. Poté klášterní kostel využívala církev československá husitská a pravoslavná. Od roku 1957 je kostel opět katolickým. Areál pak zůstal v podstatě prázdný, s minimálním využitím, a začal chátrat.
Od poloviny 70. let 20. století probíhala úprava kláštera na knihovnu, dokončená až v 90. letech. Počátkem 90. let 20. století lze rovněž datovat rozsáhlou obnovu lorety a ambitů, která se musela vypořádat se statickými problémy, vzniklými provozem těžkých vozidel na okolních komunikacích i rozpadem původního odvodnění. Opravy probíhají i ve druhé dekádě 21. století restaurováním fresek a zachovalých částí mobiliáře.